# Stmpd Rcrds
Stmpd Rcrds (estilizado em letras maiúsculas; pronunciado "stamped records") é uma gravadora holandesa de música eletrônica, pertencente ao produtor musical Martin Garrix, que fundou o selo em 4 de março de 2016.

## História
Martin Garrix anunciou a criação da Stmpd Rcrds em um programa de TV holandês e em sua minissérie do YouTube, The Martin Garrix Show, após sua saída da Spinnin' Records e da MusicAllStars Management em 2015. Ele afirmou que a decisão foi resultado de desentendimentos sobre direitos musicais com a Spinnin'.
O nome da gravadora faz referência a selos postais e foi inspirado na empresa de leilões de selos de seu pai.
Martin Garrix lançou a primeira música do selo, "Now That I've Found You", com vocais de John Martin e Michel Zitron, em 11 de março de 2016. A versão instrumental original foi apelidada de "Don't Crack Under Pressure" pelos fãs, após ser usada em um comercial da TAG Heuer, no qual Garrix aparece pulando no mar para promover a resistência à água dos relógios da marca. A melodia da música foi criada por Garrix durante o Dancefair em abril de 2015 e, posteriormente, foi tocada durante seu set de encerramento no Sziget Festival;
Para celebrar o lançamento do novo selo, Martin Garrix organizou uma festa na boate STORY Nightclub com Chris Maillé em 18 de março de 2016, logo após seu show de encerramento no palco principal do Ultra Music Festival Miami.

## Artistas
| - Jonas Aden - Alpharock - Area21 - Arty - Aspyer - Bad Decisions - Badflite - Taska Black - Bleu Clair - Blinders - Brooks - Caius - Cazztek - Cesqeaux - Cliq - CMC$ - Codes - Syn Cole - Conro - Crash Land - Disero - DubVision - Dyro | - Dzeko - Eauxmar - Ralph Felix - Focus Fire - Dillon Francis - Pierce Fulton - Salvatore Ganacci - Martin Garrix - Goja - GRX - Jay Hardway - Hawksburn - Todd Helder - Seth Hills - Ibranovski - Infuze - Julian Jordan - Kev - King Arthur - Lione - Lodgerz - Lost Frequencies | - Loopers - Magnificence - John Martin - Tom Martin - Matisse & Sadko - Mesto - Moksi - Bart B More - Justin Mylo - Osrin - Florian Picasso - Perk Pietrek - Raiden - Junior Sanchez - Silque - Slvr - Third Party - TV Noise - Two Pauz - Van Duo - Michel Zitron - Zonderling |  |